# Duplicate Boy
Duplicate Boy (Ord Quelu sul pianeta Lallor) è un supereroe dei fumetti dell'Universo DC. Il personaggio comparve per la prima volta in una storia scritta dall'autore di fantascienza Edmond Hamilton in Adventure Comics n. 324 (settembre 1964). Hamilton creò una storia di sfondo per Duplicate Boy, che era stato inizialmente sottoposto come concetto di eroe alla DC Comics da una giovane fan, Thea Temple, nel 1963, ricevendo il riconoscimento dall'editrice. Duplicate Boy comparve come personaggio di supporto nelle storie della Legione dei Supereroi, ambientato approssimativamente un migliaio di anni nel futuro, ed è uno degli esseri più potenti di quell'epoca.

## Biografia del personaggio
Duplicate Boy è un membro degli Eroi di Lallor, che opera nel XXX secolo, insieme alla Legione dei Super-Eroi con cui si allea in alcune occasioni. Ha una relazione con Shrinking Violet per molti anni. Quando quest'ultima viene rapita e rimpiazzata con Yera (un impostore Durlaniana che inizia una relazione romantica con Colossal Boy), viaggia fino sulla Terra per picchiare Colossal Boy. Non appena si confronta con Violet si accorge della truffa, ma non ne fa parola con nessuno. Quando Violet è rilasciata dalla sua prigionia, lo rimprovera delle sue azioni.
Duplicate Boy non compare in nessuna storia post-Crisi.

## Poteri e abilità
Duplicate Boy può duplicare ogni superpotere mai incontrato, ed è in grado di duplicarne più di uno in una sola volta. Così, è potenzialmente più potente di ogni supereroe del XXX secolo, incluso ogni membro della Legione dei Supereroi.